# Victor French
Pour les articles homonymes, voir French.
Victor Edwin French, dit Victor French, né le 4 décembre 1934 à Santa Barbara, et mort le 15 juin 1989 à Los Angeles, est un acteur et réalisateur américain. 
Il est connu pour avoir interprété le rôle d'Isaiah Edwards dans la série télévisée La Petite Maison dans la prairie ainsi que celui de Mark Gordon dans Les Routes du paradis, tous les deux aux côtés de Michael Landon.

## Biographie
Victor French a joué aux côtés de Michael Landon dans trois séries : Bonanza, La Petite Maison dans la prairie et Les Routes du paradis. En dehors de ces trois séries, il mène une belle carrière au cinéma avec des rôles importants dans des films comme Rio Lobo avec John Wayne, Charro avec Elvis Presley, Le Reptile avec Kirk Douglas et Henry Fonda, Les Collines de la terreur avec Charles Bronson, etc.
Au milieu des années 1970, il est très présent à la télévision ce qui est mal vu à cette époque dans le milieu du cinéma. Il va ainsi être oublié par les producteurs et réalisateurs. Il ne réapparaîtra sur le grand écran qu'en 1981 pour Choices de Silvio Narizzano (avec la débutante Demi Moore) puis dans Officier et Gentleman. Néanmoins, Victor French trouvait un certain épanouissement de sa carrière en la télévision, d'autant plus qu'une solide amitié le liait à Michael Landon qu'il considérait comme un frère. 
Grâce à Michael Landon, Victor French réussit à s’imposer en tant que réalisateur pour des séries prestigieuses : Gunsmoke, Buck Rogers, Dallas ou Fame. 
Ses personnages récurrents et sympatiques dans les séries de Michael Landon vont lui conférer presque un statut de vedette populaire dans le monde entier car les séries où il apparaît sont diffusées dans au moins 54 pays à l'époque, entre 1962 et 1989.  
Gros fumeur de trois paquets de cigarettes par jour, il meurt d’un cancer du poumon le 15 juin 1989 à l’âge de 54 ans à Los Angeles. Michael Landon, son ami, sera anéanti par sa mort, ainsi que les acteurs et actrices qui l'auront connu durant de longues séries (dont Melissa Gilbert). Il a été incinéré et ses cendres ont été dispersées à Santa Barbara. Victor French devait tenir l'un des rôles en tête d'affiche du dernier téléfilm de Michael Landon, intitulé Les Ailes du bonheur, mais en raison de l'évolution avancée de sa maladie, il devra renoncer à ce rôle au début du tournage.   
Son ami et complice Michael Landon décèdera deux ans plus tard — lui aussi à 54 ans — d'un cancer du pancréas.

## Filmographie

### Acteur

#### Cinéma
- 1961 : The Clown and the Kid (en) d'Edward L. Cahn : 1er agent de police
- 1963 : Commando de choc (en) de Robert Totten : Milo Riley
- 1963 : La Montagne des neuf Spencer de Delmer Daves : un des frères Spencer (non crédité)
- 1969 : Charro de Charles Marquis Warren : Vince Hackett
- 1969 : Une poignée de plombs de Don Siegel et Robert Totten : Phil Miller
- 1970 : Le Reptile de Joseph L. Mankiewicz : Whiskey
- 1970 : L'Indien de Carol Reed : sergent Rafferty
- 1970 : Rio Lobo de Howard Hawks : Ketcham (boss de Rio Lobo)
- 1971 : Deux Hommes dans l'Ouest de Blake Edwards : Shérif Bill Jackson
- 1972 : L'Autre de Robert Mulligan : M. Angelini
- 1972 : Les Collines de la terreur de Michael Winner : Martin Hall
- 1974 : The Nickel Ride de Robert Mulligan : Paddie
- 1974 : The House on Skull Mountain (en) de Ron Honthaner : Dr Andrew Cunningham
- 1981 : Choices de Silvio Narizzano : Gary Carluccio
- 1982 : Officier et Gentleman de Taylor Hackford : Joe Pokrifiki

#### Télévision
- 1962 et 1964 : Le Virginien : Michael
- 1962 et 1968-1971 : Bonanza : Jesse Potter
- 1963 : 77 Sunset Strip : Député Collins
- 1965 : Lassie : Joe
- 1965 : Les Aventuriers du Far West : Louis Baptiste
- 1965 : Le Jeune Docteur Kildare : Charlie
- 1965 : Les Mystères de l'Ouest : Arnold
- 1965 : Mon Martien favori : Mugs Carson
- 1965 - 1966 : Max la Menace : Agent 44
- 1965 : Rawhide : Bartender
- 1966 : The Hero : Fred Gilman
- 1966 : Batman : Hood no 1
- 1966 - 1975 : Gunsmoke : Eben Luken
- 1967 : Tarzan : Cotonasos
- 1967 : Cimarron : Rafe Coleman
- 1967 - 1970 : Daniel Boone : Ess
- 1968 : Mission Impossible, épisode Jugement de violence (Trial by Fury) (en) : Leduc
- 1970 : Dan August : Art Bowman
- 1970 : Cutter's Trail (en) : Alex Bowen
- 1970 et 1974 : Mannix : Carl Hastings
- 1971 : Mission impossible, épisode Le Tram (The Tram) (en) : Vic Hatcher
- 1973 : The Rookies : Crazy Marvin
- 1973 : Kung Fu : Sheriff Pool
- 1973 : Les Rues de San Francisco : Reggie Norris
- 1974 : The Tribe : Mathis
- 1974 : La Petite Maison dans la prairie (Little House on the Prairie, épisode Pilote) (en) : Isaiah Edwards
- 1974 - 1983 : La Petite Maison dans la prairie : Isaiah Edwards
- 1976 : Petrocelli
- 1977 - 1979 : Carter Country (en) : Chef Roy Mobey
- 1979 : Amateur Night at the Dixie Bar and Grill (es) : Mac
- 1980 : The Ghosts of Buxley Hall (en) : Sergent Major Cheater B. Sweet
- 1980 : The Golden Moment: An Olympic Love Story (es) : Anatoly Andreyev
- 1980 : Riding for the Pony Express : Irving G. Peacock
- 1981 : The Cherokee Trail : Scant Luther
- 1983 : Le Chemin des souvenirs (Look Back to Yesterday) (en) : Isaiah Edwards
- 1984 : Fame : M. Donlon
- 1984 : Le Dernier Adieu (The Last Farewell) (en) : Isaiah Edwards
- 1984 : L'Enlèvement (Bless All the Dear Children) (en) : Isaiah Edwards
- 1984 - 1989 : Les Routes du paradis : Mark Gordon

### Réalisateur
- 1974-1975 : Gunsmoke
- 1974 : La Petite Maison dans la prairie
- 1978 : Dallas
- 1981 : Le Grand Frère
- 1983 : Le chemin des souvenirs (Look Back to Yesterday) (en)
- 1984 : Les Routes du paradis